# Казаков, Исхак Ибрагимович
Казаков Исхак Ибрагимович (5 марта 1930 года, Верхняя Балкария — 13 марта 1993 года, Нальчик) — общественно-политический деятель, экономист, заместитель председателя Совета министров Кабардино-Балкарской АССР (1971—1982 гг.), первый заместитель председателя Совета министров Кабардино-Балкарской АССР (1982—1986 гг.).

## Биография
В 1944 году приговорён по национальному признаку и выслан в Казахстан. По базам данных «Жертв политического террора» вошёл в третью массовую категорию жертв политических репрессий, в которую были включены народы, целиком депортированные с мест традиционного расселения в Сибирь, Среднюю Азию и Казахстан. Наиболее масштабными эти административные депортации были во время войны, в 1941—1945 гг. (Архивное дело: ф. 47 оп.2 д. 564).
В 1948 году поступил в Самаркандский институт советской торговли, который закончил в 1953 году. Трудовую деятельность начал в должности товаровед, инструктор-товаровед, старший товаровед.
С 1953 по 1957 годы — заместитель директора межрайонной торговой базы Ташкентского облпотребсоюза Узбекской ССР.
В 1957 году назначен на должность начальника Усатьевского филиала ОРС НОД-3 Ташкентской железной дороги.
В 1958 году — на должность начальника отдела общественного питания Нальчикской конторы «Курортторг», где трудился до 1961 года.
С 1961 по 1962 годы — заместитель управляющего Нальчикской конторой «Курортпродторг».
В 1962 году — заместитель председателя исполкома Нальчикского городского Совета депутатов трудящихся.
В период с 1962 по 1971 годы — заместитель председателя и позже — председатель правления Каббалкпотребсоюза.
В декабре 1967 года защитил диссертацию «Розничная торговая сеть потребительской кооперации и перспективное планирование её развития» с присуждением звания кандидат экономических наук.
С 1971 — заместитель председателя Совета министров Кабардино-Балкарской АССР, а с 1982 г. по 1986 год — первый заместитель председателя Совета министров Кабардино-Балкарской АССР.
Оказал ключевое влияние в решении следующих вопросов:
- развитие потребительской кооперации Кабардино-Балкарской Республики, обновление её материально-технической базы, увеличение объёмов отраслей деятельности с целью улучшения обслуживания сельского населения;
- расширение и перестройка аэропорта в городе Нальчик, строительство международного аэропорта между Кишпеком и Чегемом II (аэропорт не был построен из-за дальнейших проблем с финансированием в период перестройки), автодрома в районе Урвани;
- создание из разрозненных организаций единого энергетического предприятия — Кабардино-Балкарские электрические сети; дал путевку жизнь каскаду Черекской ГЭС;
- решение вопросов связи и развития торговли.[2]

Трудовую деятельность завершил в должности заместителя директора по науке Кабардино-Балкарского научно-исследовательского института истории, филологии и экономики (1986—1993 гг.), вошедшего в состав КБНЦ РАН.
Избирался депутатом Верховного Совета Кабардино-Балкарской АССР (восьмого, девятого, десятого, одиннадцатого созыва).
Умер 13 марта 1993 года в городе Нальчик. Реабилитирован как жертва политического террора 11 ноября 1993 года.

## Семья
Был женат на Казаковой Тамаре Хаджиевне, воспитал сына и трёх дочерей.

## Научная работа
Является автором ряда научно-исследовательских публикаций:
- Планирование торговой сети в Кабардино-Балкарском потребсоюзе, 1965 г.[5]
- Составление макетов и схем размещения торговой сети, 1966 г.
- Развитие потребительской кооперации и её роль в строительстве социализма в Кабардино-Балкарии, 1978 г.
- Интенсификация сферы материального обслуживания населения региона

## Награды
- Медаль «В ознаменование 100-летия со дня рождения В. И. Ленина» (апрель 1970).
- Орден «Знак Почёта» (Указ Президиума Верховного Совета СССР от 30 августа 1971 года).
- Орден «Знак Почёта» (апрель 1981 года) — за высокие достижения в производстве, научно-исследовательской, государственной, социально-культурной, спортивной и иной общественно полезной деятельности, а также за проявления гражданской доблести.
- Медаль «60 лет ВООРУЖЕННЫХ СИЛ СССР» (Указ Президиума Верховного Совета СССР от 05.05.1978 года).
- Почетная медаль «Советский фонд мира» (август 1992 года) — за активное участие в деятельности Советского фонда мира.
- Знак «Победитель социалистического соревнования» 1975 года (Постановление Совета Министров и Облсовпрофа Кабардино-Балкарской АССР от 18.03.1976 г. № 161).
- «Заслуженный работник транспортного управления Кабардино-Балкарской Республики» (решение Совета директоров Кабардино-Балкарского транспортного управления «Югавтотранс» и Президиума обкома профсоюзов от 27.03.1982 № 2).